# Renato Soru

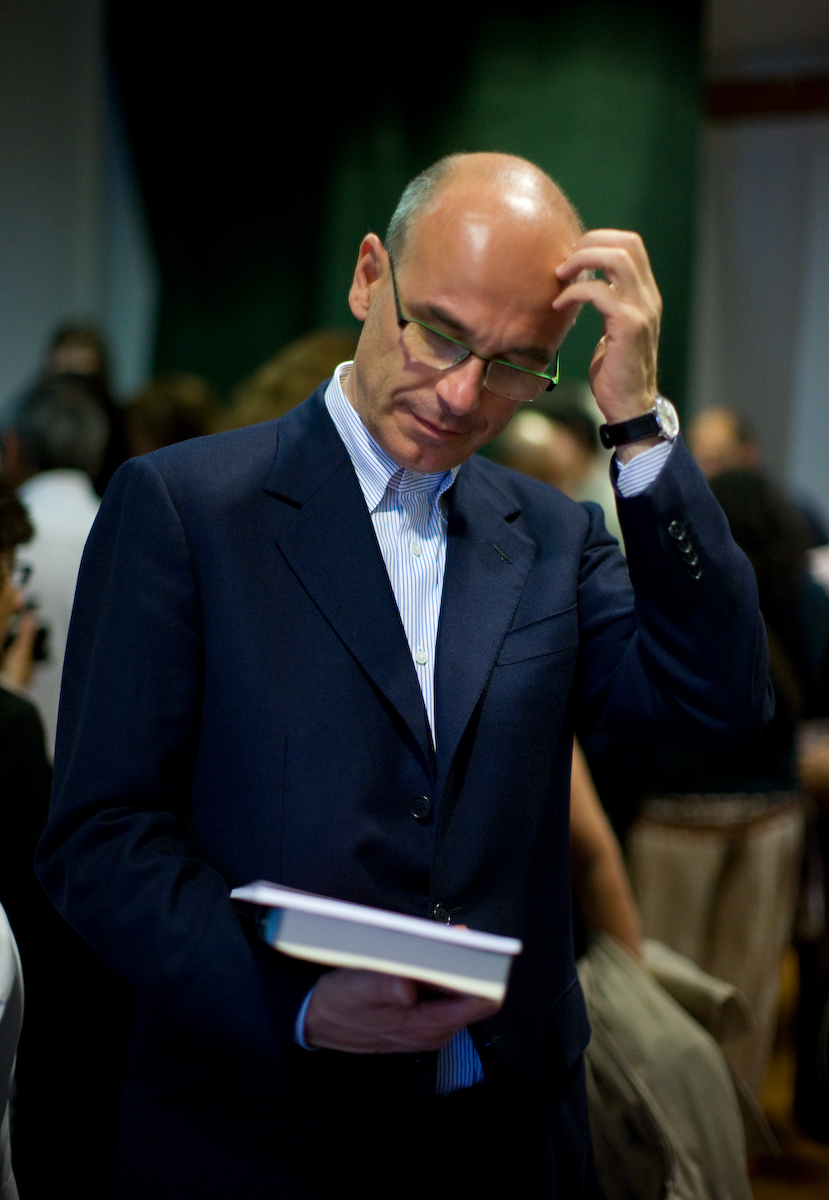
Soru in 2008

Renato Soru (Sanluri, 26 augustus 1957) is een Italiaans ondernemer en oprichter van het internetbedrijf Tiscali, met als thuisbasis Cagliari. Forbes noemde hem een van de rijkste mensen van de wereld, met een geschat vermogen van meer dan 4 miljard US dollar in september 2001.

## Leven en carrière
Soru werd geboren in Sanluri (Sardinië) in 1957. Hij studeerde aan de Bocconi-Universiteit in Milaan. In 2004 Soru werd gekozen tot president van de regio Sardinië als leider van de centrumlinkse coalitie met een programma om de economie van het eiland te versterken door externe investeerders te introduceren. Op 28 november 2008 nam hij ontslag. Hij stelde zich opnieuw verkiesbaar voor het presidentschap van Sardinië in verkiezingen van februari 2009. Hij werd echter verslagen door de rechtse kandidaat van Popolo della Libertà Ugo Cappellacci.
Op 20 mei 2008 kocht Soru het linkse dagblad l'Unità.